# Floride occidentale
1763–1821
Entités précédentes :
- Floride espagnole
- Louisiane française

Entités suivantes :
- République de Floride occidentale (1810)
- Territoire d'Orléans (1810)
- Territoire du Mississippi (1812)
- Territoire de Floride (1821)

La Floride occidentale (en anglais : West Florida, en espagnol : Florida Occidental) était une région de la côte septentrionale du golfe du Mexique, qui connut plusieurs changements de frontières et de souveraineté au cours de son histoire. Ce territoire fut administré tour à tour par la France, l'Espagne, le royaume de Grande-Bretagne et les États-Unis (ainsi que par les éphémères république de Floride occidentale et les États confédérés d'Amérique). Finalement, ce sont les États-Unis qui en prirent le contrôle. Elle fait aujourd'hui partie des États de Louisiane, Mississippi, Alabama et Floride.

## Histoire
La Floride occidentale était, entre 1682 et 1763, partagée entre les Espagnols qui tenaient la place forte de Pensacola dans leur colonie de Florida et la France, dont la principale garnison était stationnée à Mobile dans leur colonie de Louisiane, une partie de la Nouvelle-France. À la suite des négociations du traité qui conclut la guerre de Sept Ans en 1763, le Britanniques reçurent la colonie espagnole de Florida et la partie de la colonie française de Louisiane située entre le Mississippi, la Perdido et le nord du lac Pontchartrain (Les Français avaient transféré le reste de la Louisiane, à l'ouest du Mississippi, aux Espagnols par le traité de Fontainebleau, 1762). Les Britanniques organisèrent leur nouveau territoire en deux provinces, la Floride orientale (en anglais East Florida), qui correspondait, à peu près, à l'actuel État de Floride ; et la Floride occidentale, délimitée par le Mississippi et le lac Pontchartrain à l'ouest, le 31e parallèle au nord et l'Apalachicola à l'est : donc formée d'une partie de l'ancienne Basse-Louisiane française (Mobile, Biloxi, Baton Rouge) et du NO de la Floride espagnole (Pensacola). La capitale de ce nouveau territoire britannique était Pensacola et son gouverneur, nommé en novembre 1763, George Johnstone.
En 1764, les Britanniques déplacèrent la frontière Nord vers une ligne s'étendant du confluent du Mississippi et de la Yazoo, jusqu'à l'est de la Chattahoochee (latitude 32° 22′ Nord). Lors de la guerre d'indépendance, le gouverneur de Floride occidentale était Peter Chester et son commandant des forces britanniques, le général John Campbell of Strachur.
Par le traité de Paris de 1783, qui mit fin à la guerre d'indépendance américaine, la Grande-Bretagne accepta que la frontière entre États-Unis et Floride occidentale soit fixée sur 31° de latitude Nord entre le Mississippi et l'Apalachicola. Elle rétrocéda aussi les deux provinces de Floride à l'Espagne, sans en spécifier les frontières. L’Espagne revendiquait celles de 1764, alors que les Américains demandaient qu'elle soit fixée au 31e parallèle comme le stipulait le traité de Paris. Les négociations entre le diplomate américain John Jay et son homologue espagnol Diego de Gardoqui de 1785-1786, n'apportèrent pas de conclusion satisfaisante. La frontière fut définitivement fixée par le traité de San Lorenzo, en 1795, par lequel l'Espagne reconnaissait la frontière du 31e parallèle.
Par le traité secret de San Ildefonso de 1800, l'Espagne rendait à la France sa colonie de Louisiane, sans, cependant, en spécifier les frontières. Après la vente de la Louisiane aux États-Unis en 1803, une autre dispute frontalière naquit. Les États-Unis réclamait le territoire compris entre la Perdido et le Mississippi, qui faisait partie de l'ancienne province de Louisiane lorsque les Français l'avait cédée en 1763. Les Espagnols insistaient sur le fait qu'ils administraient cette portion de la Floride occidentale et qu'elle ne faisait pas partie du territoire restitué à la France en 1800.

### République de Floride occidentale
Les États-Unis et l'Espagne tinrent de longues et infructueuses négociations concernant le statut de la Floride Occidentale. Entre-temps, les colons américains s'étaient installés dans la région et défiaient le pouvoir espagnol. Les colons britanniques s'accommodaient mal également du règne espagnol, ce qui mena à une rébellion en 1810 et à l'établissement de la république de Floride occidentale, le 23 septembre.

### Annexions
Cependant, le 27 octobre 1810, déjà, cette partie de la Floride-Occidentale fut annexée par une proclamation du président des États-Unis James Madison. Les Américains prirent ensuite possession de St. Francisville le 6 décembre 1810 et de Baton Rouge le 10 décembre 1810. Ce nouveau territoire fut incorporé au tout récent territoire d'Orléans. Les Américains annexèrent le district de Mobile au territoire du Mississippi en 1812. L'Espagne continua la dispute territoriale avec les États-Unis mais, finalement, elle leur céda les deux provinces de Floride, par le traité Adams-Onís de 1819. Les États-Unis organisèrent, le 30 mars 1822, le territoire de Floride (État en 1845), composé de la majeure partie de la Floride orientale et d'une petite partie (Pensacola) de la Floride occidentale (dont le reste alla donc aux États de Louisiane/ex-territoire d'Orléans (Bâton-Rouge, Saint Francisville, lac Pontchartrain), Mississippi (Biloxi) et Alabama (Mobile)/ex-territoire du Mississippi (scindé en État du Mississippi et territoire de l'Alabama en 1817 ; ce dernier devient un État en 1819).